# Leptopelis parkeri
Leptopelis parkeri es una especie de anfibios de la familia Arthroleptidae.
Es endémica de Tanzania.
Su hábitat natural incluye bosques tropicales o subtropicales húmedos a baja altitud, montanos tropicales o subtropicales y ríos.
Está amenazada de extinción por la pérdida de su hábitat natural.